# Batalha de Yahagigawa

A Batalha de Yahagigawa (矢作川の戦い, , Yahagigawa no Tatakai) ocorreu em 1181. Ao retirar-se da Batalha de Sunomatagawa, Minamoto no Yukiie procurou se defender destruindo a ponte sobre o Rio Yahagi (矢作川, ,Yahagi-gawa) e a construção com os restos da ponte de um muro defensivo . Mais tarde foi obrigado a se retirar, mas o Clã Taira interrompeu a perseguição quando seu líder, Taira no Tomomori foi acometido por uma febre .